# Ted-Jan Bloemen
Ted-Jan Bloemen, född 16 augusti 1986 i Leiderdorp i Nederländerna, är en kanadensisk idrottare som tävlar i hastighetsåkning på skridskor. Han blev olympisk mästare på 10 000 meter och blev tvåa på 5 000 meter vid olympiska vinterspelen 2018 i Pyeongchang i Sydkorea.